# Garcia II van Kongo
Garcia II Nkanga a Lukeni a Nzenze a Ntumba, ook bekend onder de verkorte naam Garcia Afonso of Garcia II, (gestorven: M'banza-Kongo, 23 januari 1660) regeerde het koninkrijk Kongo van 23 januari 1641 tot 1660. Garcia II handelde in slaafgemaakte mensen met Portugal en Nederland.

## Levensloop

### Jeugd
Garcia II en zijn broer Álvaro Nimi werden geboren in het begin van de 17e eeuw. Beiden volgden onderwijs aan het Jezuïetencollege te São Salvador , kort nadat deze instelling in 1620 werd opgericht. Daar studeerden zij onder leiding van de Jezuïetenpriester João de Paiva. Tijdens hun opleiding sloten zij zich aan bij de lekenbroederschap van de heilige Ignatius. In zijn jeugd verwierf Garcia de bijnaam "Kipaku" (ook gespeld als "Quipaco"), hoewel de precieze betekenis daarvan onbekend is gebleven.
In 1634, ten tijde van de dreiging tegen koning Álvaro V door Daniel da Silva, hertog van Mbamba, schaarden Garcia en zijn broer zich aan de zijde van de monarch. Garcia onderscheidde zich door zijn moed tijdens een cruciale veldslag in het graafschap Soyo, waar het koninklijke leger zich in een benarde positie bevond aan de oever van de rivier. Als erkenning voor hun inzet werden de broers beloond: Garcia werd benoemd tot markies van Kiova, een klein gebied aan de zuidelijke oever van de Kongorivier, terwijl Álvaro Nimi tot hertog van Mbamba werd verheven.
Desondanks verslechterde hun relatie met koning Álvaro V in 1636, toen deze een poging ondernam om de broers uit hun ambten te ontzetten en hen te laten executeren. In reactie daarop mobiliseerden de broers hun aanhang, versloegen de koning en lieten hem onthoofden. Na deze machtsovername werd Álvaro Nimi gekroond tot koning Álvaro VI en benoemde hij zijn broer Garcia tot hertog van Mbamba.

### Machtsovername
Op 22 januari 1641 overleed koning Álvaro VI onder mysterieuze omstandigheden. Voordat een formele verkiezing tot opvolging kon plaatsvinden, marcheerde Garcia II met zijn troepen vanuit Mbamba naar de hoofdstad en eigende zich met geweld de koninklijke titel toe. Kort daarop stierf Paulo, de graaf van Soyo en een trouwe bondgenoot van Garcia. Hij werd opgevolgd door Daniel da Silva, een gezworen vijand van Garcia en zijn familie.
Gelijktijdig viel een Nederlandse vloot de Portugese kolonie Luanda binnen en wist deze in te nemen. Garcia zond prompt zijn legers zuidwaarts om de Nederlandse troepen te ondersteunen, in overeenstemming met een lang bestaand pact tussen het Koninkrijk Kongo en de Republiek der Zeven Verenigde Nederlanden. Dit bondgenootschap, oorspronkelijk voorgesteld door koning Pedro II van Kongo in 1622, beoogde de verdrijving van de Portugezen uit Angola. In 1642 werd een officiële Nederlandse delegatie ontvangen aan het Kongolese hof. Hoewel Garcia een formeel militair verbond sloot met de Nederlanders, weigerde hij, vanwege zijn katholieke achtergrond, de toelating van een calvinistische predikant tot zijn rijk.

### Alliantie met Nederland en slavenhandel
Garcia koesterde de hoop dat de Nederlandse aanwezigheid zou leiden tot een definitieve verdrijving van de Portugezen uit Angola. De Nederlanders bleken echter huiverig om hun militaire opmars voort te zetten na de inname van Luanda. In plaats daarvan wensten zij de stad te gebruiken als handelsnederzetting, en lieten zij de Portugezen hun machtspositie in het binnenland behouden. Desalniettemin leverden Nederlandse soldaten militaire ondersteuning aan Garcia bij het neerslaan van een opstand in het zuidelijke district Nsala, waarbij de krijgsgevangenen als slaaf werden verkocht om de kosten van de Nederlandse militaire operatie te compenseren.
In 1643, nadat de diplomatieke betrekkingen tussen de West-Indische Compagnie en het Portugese koloniale gezag verder verslechterden, nam Garcia deel aan een gezamenlijke militaire actie die de Portugezen uit hun posities aan de Bengorivier verdreef. Opnieuw weigerden de Nederlanders hun opmars voort te zetten, wat de Portugezen in staat stelde zich terug te trekken en te hergroeperen in het binnenland, met name rond de vesting Massangano.

### Oorlog met Soyo
Garcia werd belemmerd in zijn vermogen om extra troepen naar het zuidelijke front te sturen door een escalerend conflict met Daniel da Silva. In 1645 ondernam hij een militaire campagne om Daniel uit Soyo te verdrijven, maar zijn troepen leden een nederlaag bij het versterkte bolwerk Mfinda Ngula. Tijdens deze veldslag werd zijn zoon Afonso, beoogd troonopvolger, gevangengenomen. Een poging om hem in 1646 te bevrijden mislukte.
Deze interne strijd beperkte de militaire slagkracht van het koninkrijk Kongo aanzienlijk. Toen de Nederlanders in 1647 samen met koningin Njinga van Matamba een alliantie vormden tegen de Portugezen, kon Garcia slechts beperkte troepenbijstand leveren. Hoewel deze coalitie een tactische overwinning behaalde in de Slag bij Kombi, bleken zij niet in staat de Portugezen uit hun versterkte posities te verdrijven. De situatie verslechterde verder toen in 1648 versterkingen arriveerden uit het Portugese Brazilië, waardoor de Nederlandse troepen zich gedwongen zagen Luanda te ontruimen.

### Portugees herstel
In de jaren na de oorlog met de Republiek der Verenigde Nederlanden trachtte koning Garcia II de diplomatieke relaties met Portugal te herstellen. Salvador Correia de Sá, de Portugese gouverneur van Angola, stelde een verdrag op met verregaande eisen: de teruggave van het eiland Luanda, afstand van alle gebieden ten zuiden van de Bengo-rivier, eigendomsrechten over alle mijnen binnen het Koninkrijk Kongo, de betaling van een schadeloosstelling en andere ingrijpende concessies. Garcia antwoordde met een tegenvoorstel, waarin hij onder meer aandrong op herstel van Kongolese aanspraken op het gebied ten zuiden van de Bengo en andere voorwaarden. Hoewel hij uiteindelijk instemde met de betaling van een schadevergoeding, bleef het verdrag van 1649 ongebekrachtigd, aangezien beide partijen geen overeenstemming bereikten over de resterende bepalingen.

### Religieuze politiek
Na het terugtrekken van de Nederlandse aanwezigheid richtte Garcia zich in toenemende mate op binnenlandse hervormingen. In 1645 arriveerden Capucijner missionarissen uit Italië en Spanje, die zorgden voor een versterking van het geestelijke apparaat van de Kerk in Kongo. Aanvankelijk verwelkomde Garcia deze geestelijken, maar in 1652 sloeg de stemming om. Hij beschuldigde de missionarissen van samenzwering tegen het koninkrijk en trad hard op. In hetzelfde jaar liet hij Dona Leonor, een oudere en breed gerespecteerde voormalige koningin, gevangenzetten wegens haar vermeende betrokkenheid bij een complot. Haar overlijden in gevangenschap ondermijnde Garcia’s publieke imago en leidde tot aanzienlijke onvrede onder de bevolking.

### Consolidatie van de macht
In 1655 ondernam Garcia een nieuwe poging om het strategisch belangrijke gebied Soyo onder controle te brengen. Het jaar daarop poogden twee zonen van de voormalige koning Pedro II, leden van het huis Nsundi , om Garcia van de troon te stoten. Portugal, dat deze dynastieke factie steunde, intervenieerde ten gunste van de opstandelingen en overwoog zelfs een directe aanval op het Koninkrijk Kongo. Garcia wist echter zowel de interne opstand als de Portugese dreiging te neutraliseren. De Portugezen, die zich de verpletterende nederlaag bij de Slag bij Mbumbi in 1622 herinnerden, waagden het niet de Lojerivier over te steken. Tegen 1657 had Garcia het huis Nsundi volledig uitgeschakeld dan wel geïntegreerd binnen zijn eigen machtsstructuur.

### Overlijden en opvolging
Koning Garcia II overleed in 1660. Hij werd opgevolgd door zijn tweede zoon, António I van Kongo.